# Noé (keresztnév)
A Noé valószínűleg héber eredetű bibliai férfinév, jelentése: nyugalom vagy vigasztalás, de más vélemény szerint sumér eredetű, és a jelentése hosszú élet(ű).

## Gyakorisága
Az 1990-es években szórványos név, a 2000-es években nem szerepel a 100 leggyakoribb férfinév között.

## Névnapok
- április 22.[2]
- november 18.[2]
- december 24.[2]

## Híres Noék
- Noé, a Biblia alakja
- Kiss Tibor Noé, magyar prózaíró, szerkesztő, újságíró